# مقدمه ابن خلدون
مقدمه ابن خلدون کتابی نوشته شده از ابن خلدون است که در آن تاریخ اجتماعی و تاریخ اقتصادی جهان اسلام در سده ۸ و سده ۹ق بررسی شده‌است.
مقدمه ابن خلدون در حقیقت مقدمه کتاب العبر و دیوان المبتداء و الخبر فی ایام العرب و العجم و البربر و من عاصرهم من ذوی السلطان الاکبر است.

## محتوای کتاب
این کتاب به ویژه به امور خراج، سیاست‌های مالی، نفوذ و مسکوکات و ادارات مربوط به آن‌ها مانند دیوان‌ها پرداخته و آن‌ها را روشن می‌کند.

## دیده شدن این مقدمه
مقدمه ابن خلدون تنها در ابتدای سده ۱۹م مورد توجه خاورشناسان قرار گرفت و در همان سده از این مرحله در گذشت و دیگر دانشمندان اروپا نیز آن را مورد پژوهش قرار دادند.

## دربارهٔ کتاب‌سوزی مدائن
وقتی سعد ابن ابی وقاص بر مدائن دست یافت در آنجا کتاب‌های بسیار دید. نامه به عمر بن خطاب نوشت و در باب این کتاب‌ها دستوری خواست. عمر در پاسخ نوشت که آن همه را به آب افکن که اگر در آنچه در آن کتاب‌ها هست سبب راهنمایی است خداوند برای ما قرآن فرستاده که از آن راه‌نماینده‌تر است و اگر در آن کتاب‌ها جز مایهٔ گمراهی نیست خداوند ما را از شر آن در امان داشته‌است. ازین سبب آن همه کتاب را در آب یا آتش افکندند (زرین‌کوب، دو قرن سکوت ص ۱۰۶)(ابن‌خلدون، مقدمه چاپ مصر ص ۶–۲۸۵).
فرانز رزنتال استاد زبان‌های سامی و زبان عربی در دانشگاه ییل، اسلام‌شناس و مترجم کتاب مقدمه، در پانوشت این گفته ابن خلدون می‌نویسد «این روایت دیگری از یک افسانه معروف است!».
زرین‌کوب در کتاب کارنامه اسلام (۱۳۴۸) کتاب‌سوزی اعراب در تیسفون را نفی می‌کند: «روایتی هم که گفته‌اند کتابخانه مدائن را اعراب نابود کردند ظاهراً هیچ اساس ندارد و مآخذ آن تازه است.»
برنارد لوئیس در مقاله‌ای ضمن بی‌اعتبار خواندن کتاب‌سوزی اعراب در اسکندریه با اشاره به تشابه این روایت ابن خلدون با روایتی که در آن نقل شده عمر فرمان به تخریب کتابخانه اسکندریه داده است، می‌گوید: «تاریخ‌نگار قرن چهاردهم، ابن خلدون، داستان تقریباً یکسانی را راجع به ویران کردن یک کتابخانه در ایران به دستور خلیفه عمر مطرح کرده که نشان از ویژگی عامیانه آن دارد».
سیلمز در تحقیقی که در سال ۲۰۰۵ در ژورنال آمریکایی علوم اجتماعی اسلامی چاپ شد با اشاره به سالم ماندن دانشگاه گندی شاپور در حمله اعراب به ایران می‌نویسد اعراب به اهمیت مؤسسهٔ آموزشی گندی‌شاپور پی بردند و شکوه آن را و کتابخانه و دیگر سازمان‌های شهر را باقی نگاه داشتند.

## نگاهی به متن مقدمه
هر گاه بدانیم غلبه و پیروزی ملت‌ها تنها در پرتو دلیری و گستاخی میسر می‌گردد، پیداست که قومی که در بادیه‌نشینی ریشه‌دارتر و خوی وحشیگری او افزون‌تر از دیگران باشد، در غلبه بر اقوام دیگر تواناتر خواهد بود.
چون بادیه نشینی یکی از موجبات دلاوری است، بی‌گمان، یک نژاد وحشی از نژاد شهرنشین دلاورتر است و بنابراین چنین قومی در چیرگی و غلبه بر خصم و ربودن ثروت‌های اقوام دیگر تواناتر است.

## ترجمه فارسی
این کتاب در ایران توسط محمد پروین گنابادی به فارسی ترجمه شده‌است.